# Wasserkraftwerk Harsprånget
Das Wasserkraftwerk Harsprånget ist Schwedens größtes Wasserkraftwerk und befindet sich bei Porjus in der Gemeinde Jokkmokk.

## Geschichte
Schon im Jahre 1918 fasste der schwedische Reichstag den Beschluss bei Porjus im Stora Luleälven ein Laufwasserkraftwerk zu errichten. Die Bauarbeiten wurden auf Grund der schlechten wirtschaftlichen Lage 1921 eingestellt. Erst 1945 wurden die Bauarbeiten wieder aufgenommen und die erste Turbine ging 1951 in Betrieb.
Bei einer Fallhöhe von 107 m wird nach einer Rekonstruktion in den 1980er Jahren von den fünf Francis-Turbinen eine Leistung von bis zu 977 MW erzeugt. Die durchschnittliche erbrachte Jahresarbeit des Kraftwerkes beträgt 2131 GWh. Betreiber des Kraftwerkes ist die Firma Vattenfall.

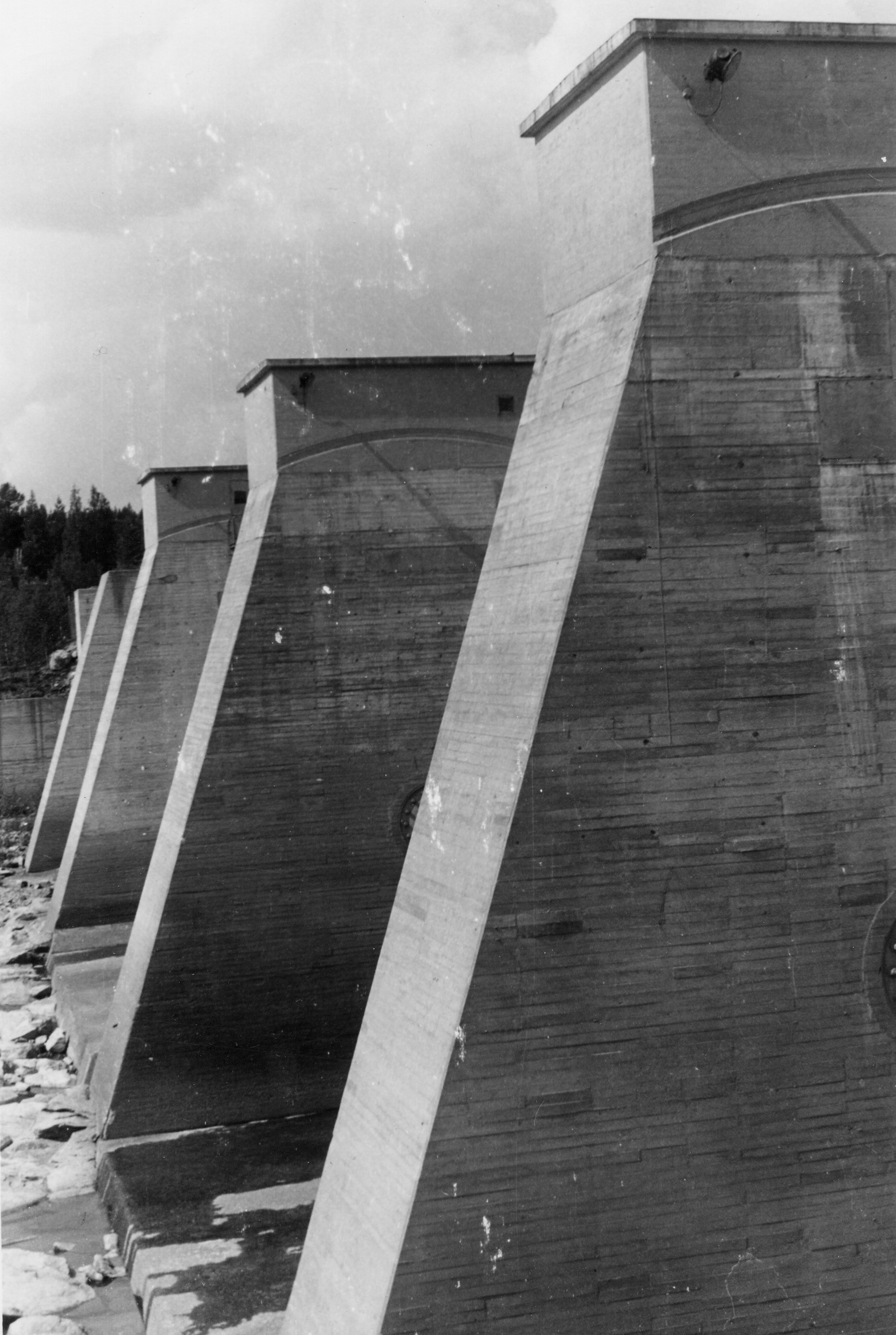
Staudamm (1972)
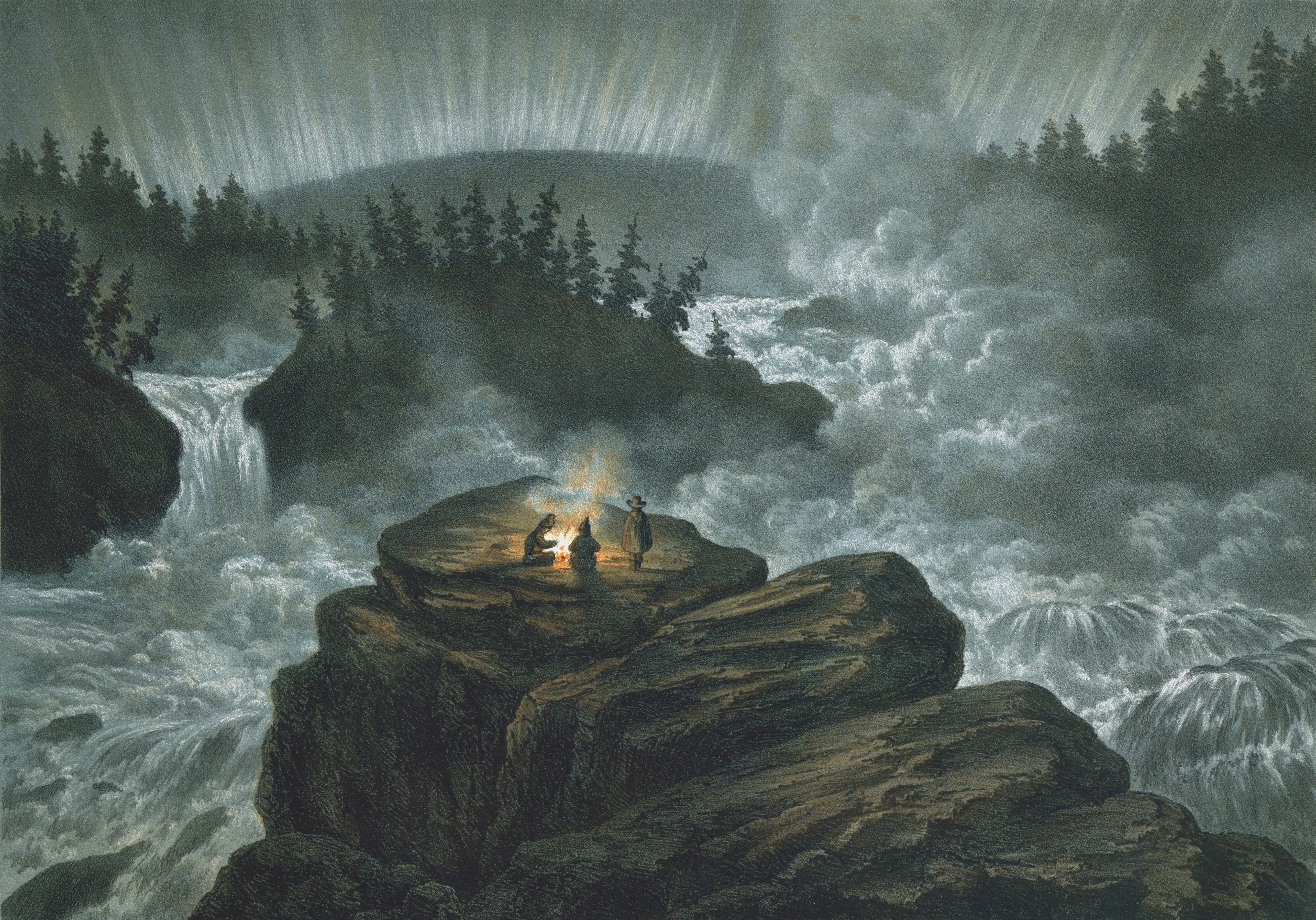
Harsprånget (1856)